# Philmontis
Philmontis is een geslacht van rechtvleugeligen uit de familie sabelsprinkhanen (Tettigoniidae). De wetenschappelijke naam van dit geslacht is voor het eerst geldig gepubliceerd in 1966 door Willemse.

## Soorten
Het geslacht Philmontis omvat de volgende soorten:
- Philmontis lobatus Naskrecki & Rentz, 2010
- Philmontis nigrofasciatus Willemse, 1966